# 정여진
정여진(鄭麗眞, 1972년 3월 22일 ~ )은 대한민국의 가수다.

## 이력
서울 강남구 신사동 현대고등학교와 서울예술대학교 실용음악과를 나왔다. 영화음악 작곡가인 아버지 정민섭의 소개로 1977년부터 '전자인간 337' 오프닝 곡을 시작으로 3,300곡 이상의 애니메이션 주제가 및 광고 OST를 불렀다. 아버지가 세상을 떠나자 잠시 활동을 중지하였다가 서울예술대학교를 졸업한 후에 활동을 재개하였다. 이후로는 만화영화 주제가, 광고 음악, 드라마, 영화 OST, 성우 등 다양한 분야에 참여했으며 최근엔 게임 "악튜러스"의 오프닝곡 "Open your eyes" 곡을 부르기도 하였다. 애니메이션과 광고음악분야에서 최고의 가수로 꼽히며, 평소 대한민국 국민들이 광고 속에서 가장 많이 접하게 되는 목소리 주인공 중 한 명이다.

## 주요 활동
미성년기(1976년 ~ 1991년)
만화영화 주제가
- 〈요술공주 밍키〉 한국어판 주제가 (1983년)
- 〈호호 아줌마〉 한국어판 주제가 (비디오판)
- 〈빨강머리 앤〉 한국어판 주제가 (1985년)
- 〈개구리 왕눈이〉 한국어판 주제가 (1982년)
- 〈로보트 군단과 메카 3〉 (1985년)
- 〈우주전사 홍길동〉 (1984년)
- 〈스페이스 간담 V〉 (1984년)
- 〈철인 3총사〉 (1983년)
- 〈초합금 로보트 쏠라 123〉 (1983년)
- 〈전자인간 337〉 (1977년)
- 〈해저탐험대 마린 엑스〉 (1982년)
- 〈공룡 100만년 똘이〉 (1981년)
- 〈꼬마어사 똘이〉 (1980년)
- 〈은하함대 지구호〉 (1979년)
- 〈돌아온 아톰〉
- 〈태권동자 마루치〉
- 〈달려라 하니〉

드라마 주제가
영화음악
- 체인지

기타
- 아빠의 말씀(1981년, 최불암과 듀엣)
- 검은 고양이 네로

성년기 이후(1992년~현재)
애니메이션 음악
- Catch you, catch me - 〈카드캡터 체리〉 한국어판 주제가, 장숙희와 같이 부름(2000년)
- To my wish - 〈파워 디지몬〉 한국어판 닫는 곡(2001년)
- YOU & I - 〈이누야샤〉 한국어판 첫 번째 닫는 곡, 김문선과 같이 부름(2002년)
- 비 갠 후에 - 〈앤젤릭 레이어〉 한국어판 닫는 곡(2002년)
- 외롭지 않아 - 〈디지몬 테이머즈〉 한국어판 닫는 곡, 김문선과 같이 부름(2002년)
- 새벽바람을 들으며 - 〈사랑의 마법극장 악마와 천사〉 한국어판 주제가(2002년)
- 〈무한의 리바이어스〉 한국어판 주제가(2002년)
- 〈지구소녀 아르주나〉 한국어판 주제가(2002년)
- 칵테일 - 〈추리게임 뫼비우스의 띠〉 한국어판 닫는 곡(2003년)
- Take my hand - 〈꽃보다 남자〉 한국어판 닫는 곡(2003년)
- 끌어 안고 싶어 - 〈슈퍼갤즈〉 한국어판 닫는 곡(2004년)
- 약속의 별 - 〈트윈 스피카〉 한국어판 여는 곡(2004년)
- 연정 - 〈탐정학원 Q〉 한국어판 첫 번째 닫는 곡(2004년)
- Loop - 〈츠바사 크로니클〉 한국어판 닫는 곡(2006년)
- 어쩐지 좋은 날 - 〈마법 냐옹이 타루토〉 한국어판 닫는 곡(2006년)
- 운디네 - 〈아리아 디 애니메이션〉 한국어판 여는 곡(2006년)
- 그래 그래 - 〈미소의 세상〉 한국어판 두 번째 닫는 곡(2006년)
- Boy meets girl - 〈다!다!다!〉 한국어판 첫 번째 닫는 곡
- 소중한 사람 - 〈다!다!다!〉 한국어판 삽입곡
- Piece of peace - 〈록맨 에그제〉 한국어판 첫 번째 닫는 곡

광고음악
- 대한항공 - 우리의 미소(하늘 가득히 사랑을) 로고송(2000년)
- 동아오츠카 - 포카리스웨트 파란 메시지편 로고송(2000년)
- 삼성SDI
- 신라명과
- 한국관광공사 - 구미주 편
- SK텔레콤 - 생각대로 T 로고송(2009년)
- 서울사이버대학교

드라마
- 옛사랑 - 〈인생이여 고마워요〉 주제가 (원곡은 이문세가 부른 곡임)

영화음악
- Too far away - 〈편지〉 주제가
- Change - 〈체인지〉삽입곡

게임음악
- open your eyes - 〈악튜러스〉 여는 동영상 노래
- Truth in me - 〈악튜러스〉 닫는 동영상 노래

기타
- EBS 교육방송 - EBS 로고송(2005년)
- TBN 교통방송 - TBN-FM, TBN-DMB 로고송(2005년)
- Close your eyes and think of the happiest moment - 〈에버랜드〉 테마곡

팬카페
- daum카페 "여진천하"

## 가족 관계
- 아버지: 정민섭(1940년 3월 3일 ~ 1987년 10월 26일) - 작곡가
- 어머니: 양미란( 1945년~ 1980년) - 가수
- 이모
- 배우자
- 아들: 정진우
- 남동생: 정재윤 (1974년 8월 7일 ~ ) - 가수
- (그녀의 남동생의 아내) 손기숙 (R&B 가수)